# Tomás Jofresa
Tomás Jofresa Prats (Barcellona, 25 gennaio 1970) è un ex cestista spagnolo.
È il fratello minore di Rafael Jofresa.

## Carriera
Con la Spagna ha disputato i Giochi olimpici di Barcellona 1992 e due edizioni dei Campionati europei (1993, 1997).

## Palmarès
- Campionato spagnolo: 2

Joventut Badalona: 1990-91, 1991-92
- Copa Príncipe de Asturias: 2

Joventut Badalona: 1989, 1991
- Liga catalana: 5

Joventut Badalona: 1988, 1990, 1991, 1992, 1994
- Coppa Korać: 1

Joventut Badalona: 1989-90
- Coppa dei Campioni: 1

Joventut Badalona: 1993-94
- Coppa Saporta: 1

Pall. Treviso: 1998-99